# Eurysternus cayennensis
Eurysternus cayennensis är en skalbaggsart som beskrevs av François Louis Nompar de Caumont de Laporte 1840. Eurysternus cayennensis ingår i släktet Eurysternus och familjen bladhorningar. Inga underarter finns listade i Catalogue of Life.